# Colonnes rostrales (Saint-Pétersbourg)

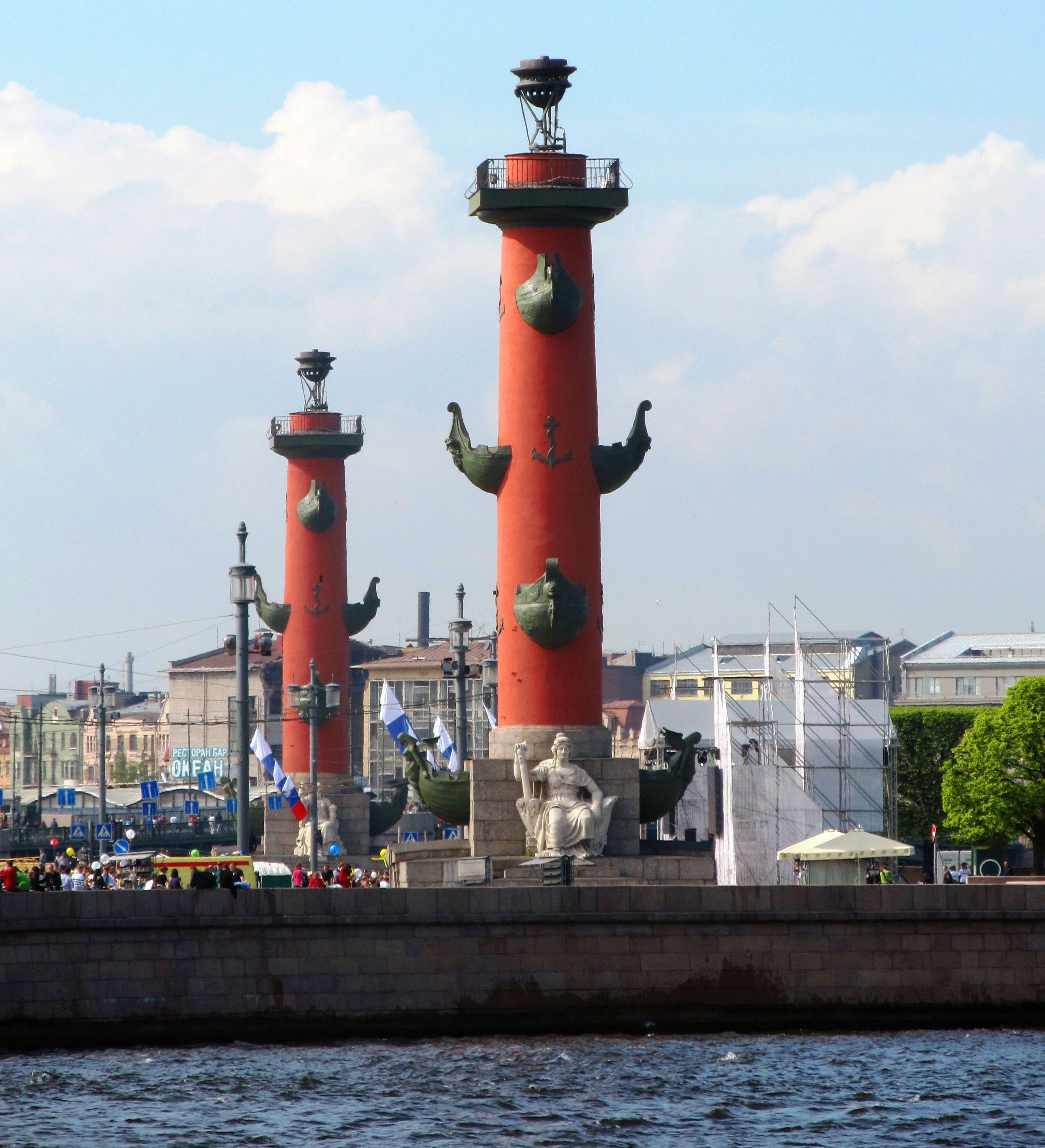
Détails des deux colonnes rostrées photographiées sous un autre angle

Les deux colonnes rostrales de Saint-Pétersbourg (en russe : Ростральные колонны, Rostralnyïe kolonny) sont de gigantesques œuvres monumentales érigées sur la pointe de l'île Vassilievski (Стрелка Васильевского острова, Strelka Vasilievskogo ostrova) entre 1805 et 1810 par l'architecte français Jean-François Thomas de Thomon, le même qui a également construit l'ancien bâtiment de la bourse qui leur sert de toile de fond.

## Description
Elles mesurent 32 m de haut, sont ornées de proues avec des figures de proue et des éperons de rostres de navires, et sont décorées à leurs bases de quatre grandes statues qui servent d'allégories des quatre grands fleuves de la Russie: Volga, Dniepr, Volkhov et Neva. 
Pendant tout le XIXe siècle, pour les marins elles servaient de phares pour indiquer la pointe formée par l'île Vassilievsky (Vasilyevsky Ostrov) et la ramification du fleuve dans la Grande Neva (Bol'šaja Neva) au sud, à gauche, et la Petite Neva (Malaja Neva) au nord, à droite, flanquant le bâtiment de la Bourse dans un sens ou dans l'autre. 
Les deux colonnes sont inscrites comme patrimoine culturel de Russie. 

## Galerie d'images

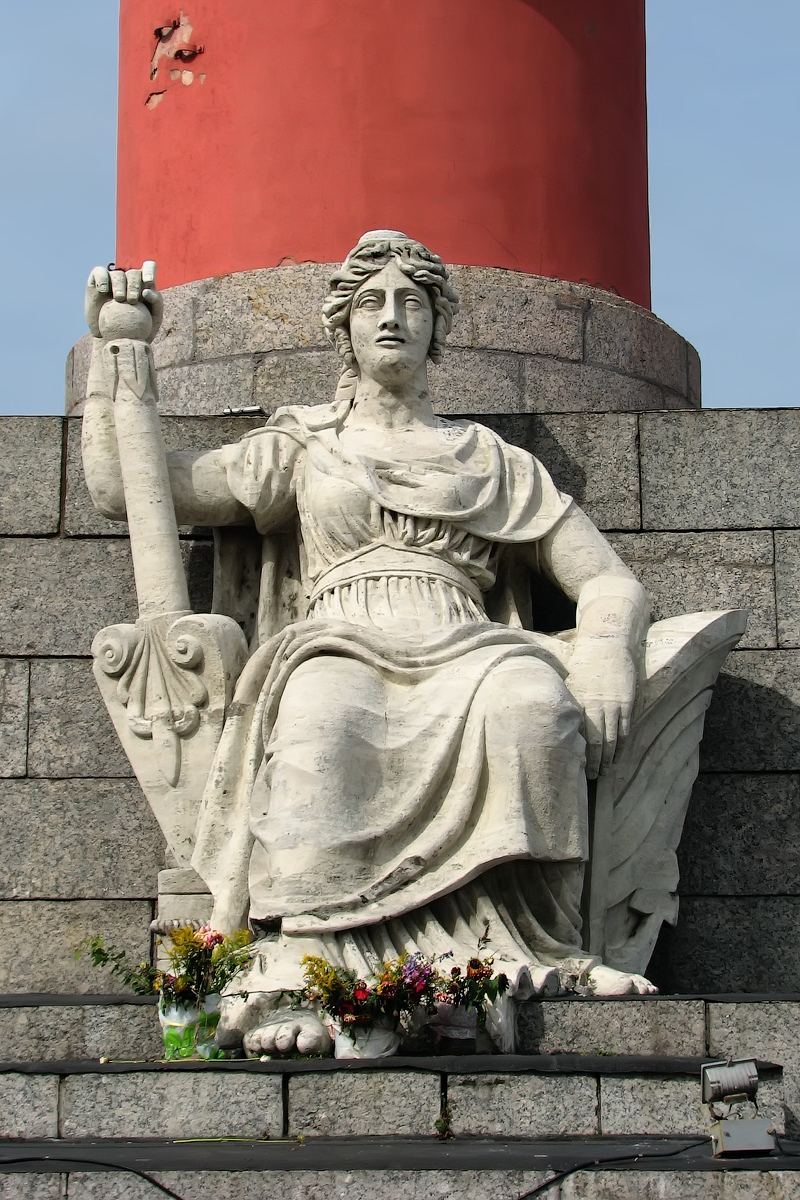
Allégorie du fleuve Neva
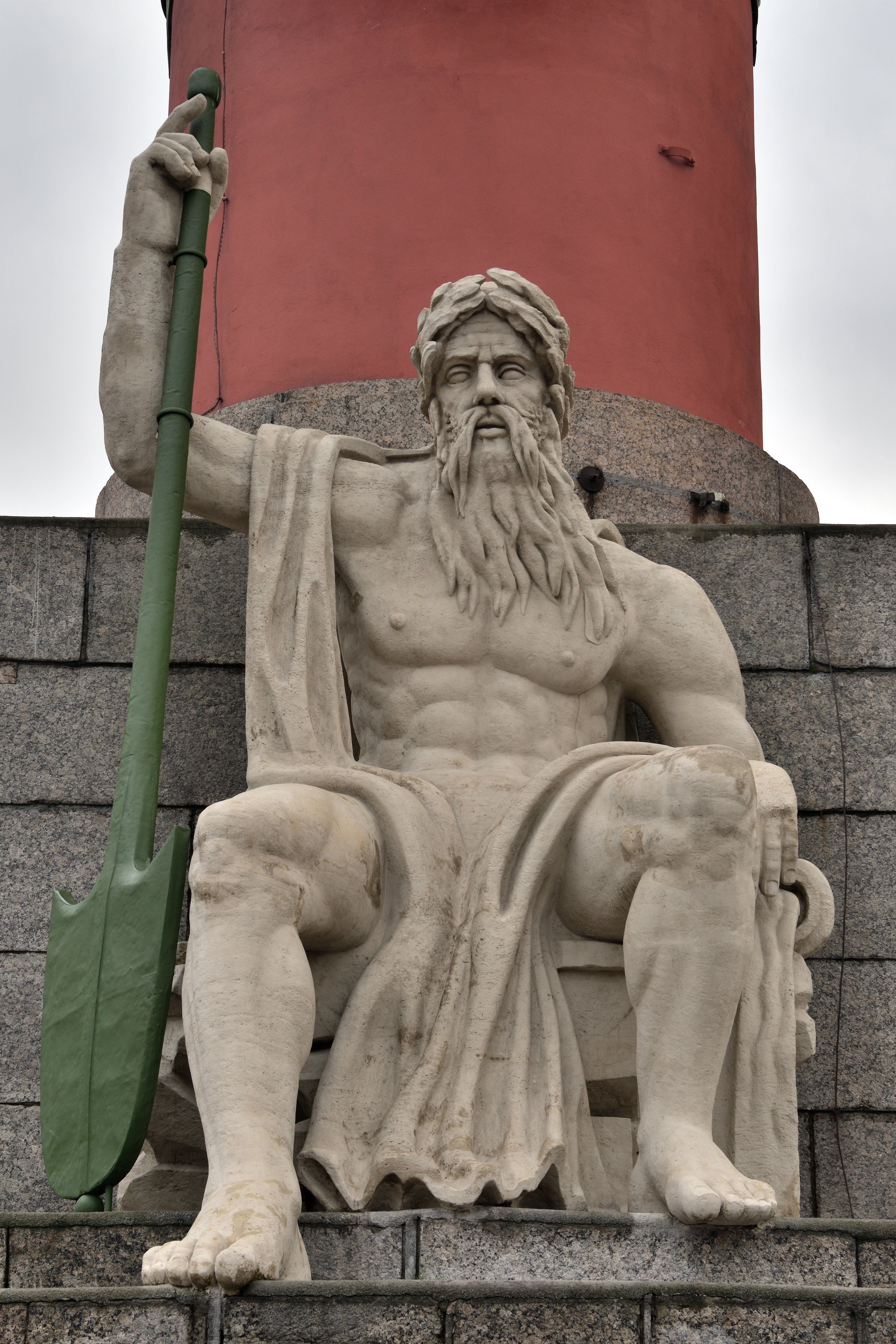
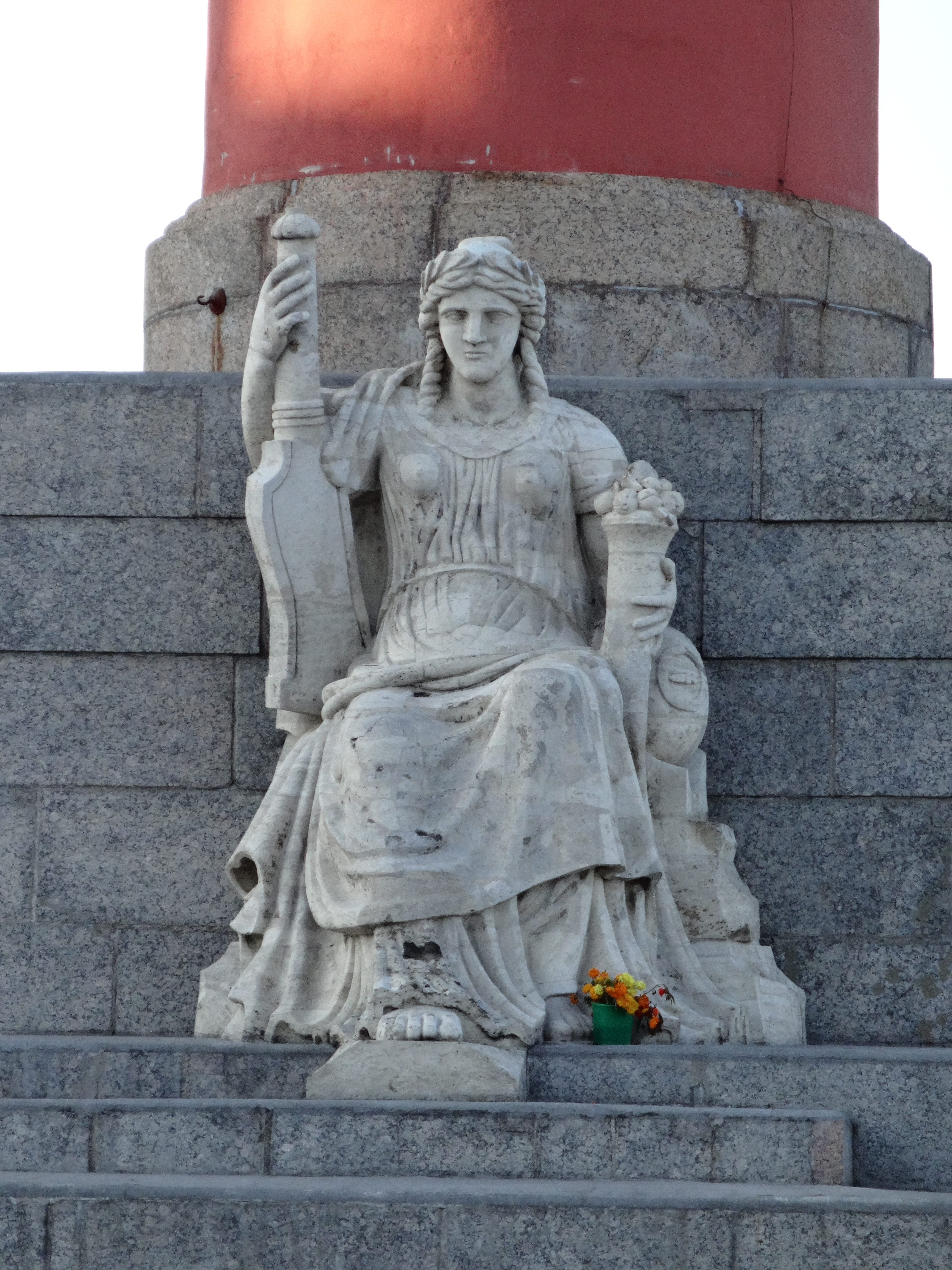
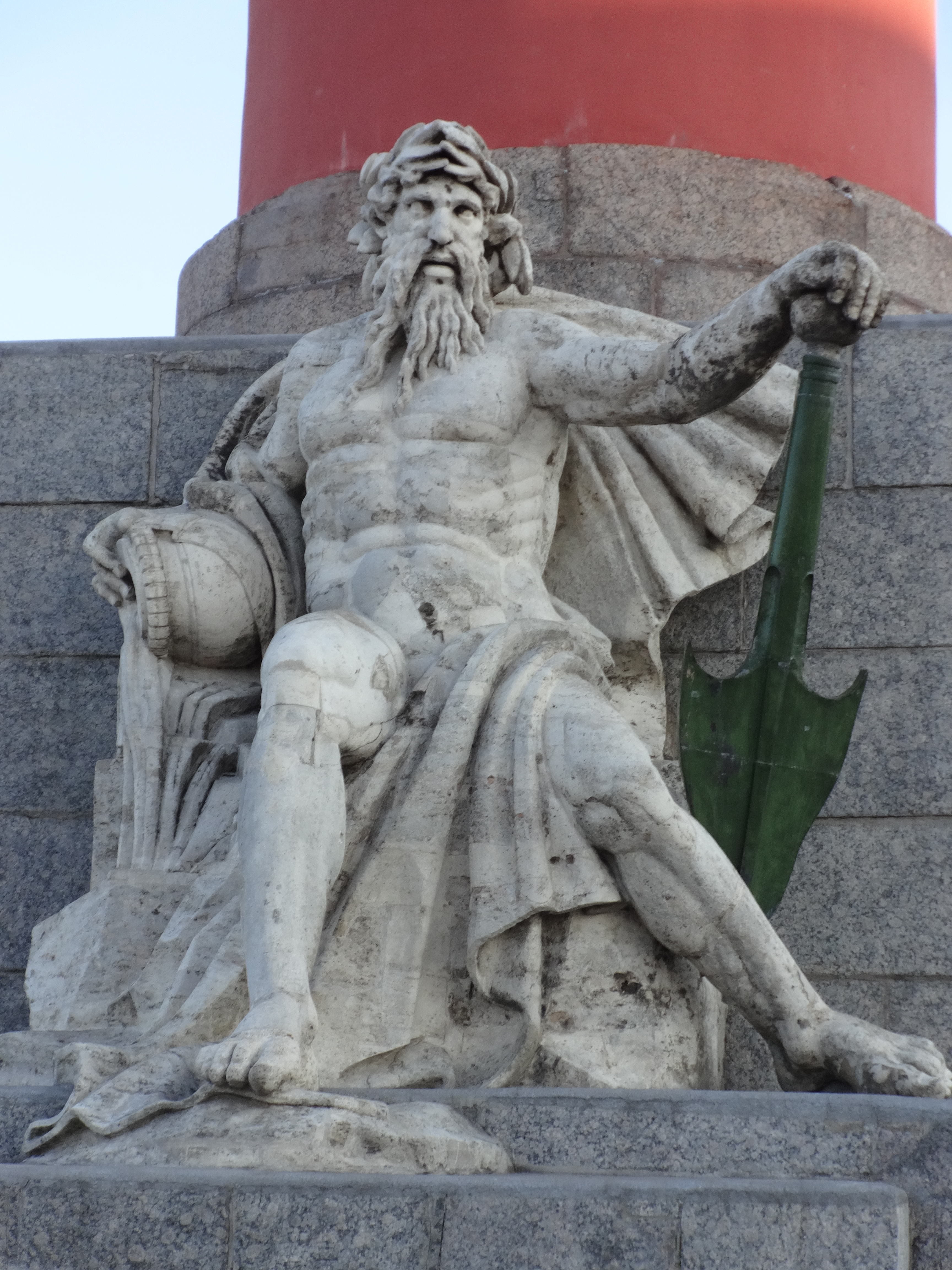